# Marc Corneli Frontó
Marc Corneli Frontó (llatí: Marcus Cornelius Fronto), conegut com «l'Orador» pels escriptors dels segles III i IV, va ser un destacat orador romà del segle ii, que va ser considerat pels seus contemporanis el més important després de Ciceró.

## Biografia
Era d'origen italià però nascut a Cirta, una colònia romana a Numídia, on es van establir colons seguidors de Publi Sitti en temps de Juli Cèsar. Va néixer durant l'imperi de Domicià i inicialment no es va dedicar a la literatura, gairebé fins que tenia vint-i-dos anys, encara que era deixeble de Dionís el subtil (ὁ λεπτός), i d'Atenòdot. És probable que anés a Alexandria, important centre d'estudis de l'època, abans que el seu pare Titus Corneli l'enviés a Roma.
En temps d'Hadrià va agafar notorietat com a advocat i com a mestre de retòrica i progressivament va ocupar la posició que havia tingut Plini el jove en temps de Trajà. Va ser mestre de Marc Anni Ver, conegut a la història com a Marc Aureli, i més endavant va ser preceptor de Luci Còmmode, l'emperador Luci Ver.
Va ser nomenat senador per la satisfacció dels seus serveis i va exercir com a cònsol per dos mesos, el juliol i agost del 142. L'any 148 va ser nomenat procònsol d'Àsia, però va refusar el càrrec al·legant la seva mala salut.
Les seves recompenses no es van limitar a càrrecs polítics. A partir de les seves lliçons i de la liberalitat dels seus protectors imperials, va amassar una gran fortuna i es va convertir en propietari dels famosos jardins de Mecenàs i va adquirir vil·les a altres llocs de l'Imperi. Va finançar la construcció de banys esplèndids. Ja gran, patia seriosament de gota i casa seva s'omplia de persones eminents de la ciutat que volien escoltar la seva conversa reunits vora el seient on descansava. Va agafar tanta fama que va sorgir un grup de retòrics que eren coneguts com a "frontonians", i seguint el seu exemple evitaven la dicció poètica i l'exageració pròpia de l'escola grega, utilitzant un llenguatge simple i pur sense expressions noves i imitant els antics autors.
Frontó, segons es pot jutjar per la seva correspondència, era singularment amable. Durant tota la seva vida va tenir la calorosa estimació dels seus deixebles imperials. A les cartes de Marc Aureli, es llegeix que va demanar permís al Senat per aixecar una estàtua al seu mestre. Dels seus pares i avantpassats no se'n sap res, però hi ha notícia d'un germà amb qui es relacionava en els termes més cordials i que havia estat elevat a càrrecs polítics per Antoninus Pius.
Estava casat amb Cràcia o Gràcia (Krateia) que va morir ja molt gran però abans que ell. Van tenir una sola filla que es va casar amb Gai Aufidi Victorí amb el que va tenir tres fills, un dels quals va ser Marc Aufidi Frontó, cònsol dues vegades. No se sap la data de la seva mort, però havia de ser després del 166, any en què va escriure la seva darrera carta coneguda.

## Obra
Fins a un període recent no se sabia que existís cap obra de Frontó, amb l'excepció d'un tractat corromput anomenat De Differentiis Vocabulorum i uns quants fragments molt curts escampats a les pàgines d'Aulus Gel·li i d'altres gramàtics llatins. L'any 1814 el cardenal Angelo Mai va trobar un palimpsest a la Biblioteca Ambrosiana en un text que contenia una part de les actes del Primer Concili de Calcedònia on hi havia textos de Símmac, uns comentaris sobre Ciceró, notes de Plini el Jove i un nombre considerable de cartes de Frontó destinades a Marc Aureli, a Antoní Pius i a Ver, juntament amb una sèrie d'assaigs curts i força mutilats. Una altra part de la correspondència de Frontó es va trobar en un palimpsest que contenia un altre fragment de les actes del Concili de Calcedònia, aquestes a la Biblioteca Vaticana, que va permetre recuperar més d'un centenar de cartes fins llavors desconegudes de Frontó. Les cartes fan referència més aviat a episodis senzills de la vida quotidiana. Tots els documents descoberts es van publicar a Roma l'any 1821.
Es coneixen diversos títols dels seus escrits i els continguts de molts d'ells:
- De Differentiis Vocabulorum
- Epistolarum ad Marcum Caesarem Libri V, 122 cartes dirigides a Marc Aureli abans de ser emperador o contestades per aquest. Hi ha dues cartes escrites en grec dirigides a Domícia Lucil·la, mare de Marc Aureli.
- Epistolarum ad Antoninum Imperatorem Libri II, 18 cartes dirigides a Marc Aureli com a emperador o rebudes d'aquest.
- Epistolae ad Verum, 2 cartes dirigides a Ver que podria ser Marc Aureli o Luci Ver
- Epistolarum ad Verum Imperatorem Liber, 13 cartes a Luci Ver
- De Bello Parthico, un fragment de la història de la desastrosa campanya oriental de temps de Luci Ver
- De Feriis Alsiensibus, 4 cartes dirigides o rebudes de Marc Aureli referides a festivals a Alsium
- De Nepote Amisso. Condol, un escrit que li va dirigir Marc Aureli per la mort del seu net
- Arion, sobre Aríon de Lesbos, el músic
- De Eloquentia.
- De Orationibus, dos cartes dirigides a "Antonino Augusto"
- Epistolae ad Antoninum Pium, 9 cartes dirigides o rebudes d'Antoní Pius
- Epistolarum ad Amicos Libri II, 37 cartes
- Principia Historiae, només en queden fragments mutilats
- Laudes Fumi et Pulveris, escrits poc transcendents i avorrits on en el primer d'ell, l'autor s'enorgulleix d'ell mateix
- Laudes Negligentiae.
- Fragmenta, col·lecció de fragments diversos